# 豐時
豐時是唐代六詔之一的浪穹詔王，在位年期不明，死後由兒子羅鐸繼位。
| 前任： ？ | 六詔浪穹詔王 | 繼任： 羅鐸 |